# Calalou
Le calalou , appelé calou en Guyane (kalou en créole guyanais), (kalalou en créole antillais) est un plat caraïbéen originaire d'Afrique de l'Ouest et d'Afrique centrale à base de crabe et de siguine (feuilles de madère ou dachine). Il est typique de la période de Pâques. Il est fait à partir de crabes de terre et est accommodé de riz blanc. Originellement, la siguine était accompagnée de viande salée (lard, queue de cochon salée, etc.).
Plat d’origine africaine à base de feuilles (épinards, feuilles de madère ou corossol), souvent cuisiné avec du crabe ou des morceaux de viande. Très populaire en Guyane, notamment chez les Créoles et les bushinengués, bien avant son adaptation antillaise.

## Étymologie
La théorie la plus largement acceptée est qu'il s'agit d'un africanisme, c'est-à-dire d'un emprunt à une langue africaine. L'écrivaine costaricienne Marjorie Ross suggère une origine yoruba pour ce mot. Selon l'universitaire trinidadienne Maureen Warner-Lewis, C'est un mot kimbundu, bien qu'elle suggère également un possible américanisme. Le kimbundu est une langue parlée en Angola, et c'est l'origine la plus probable, car cette ancienne colonie portugaise possède également un plat similaire appelé calulu. D'Angola, les esclaves ont apporté divers aspects de leur culture, comme le culte appelé palo. Ils ont emporté la recette au Brésil et aujourd'hui il existe un plat appelé caruru. L'intellectuel angolais António de Assis Junior, dans son Diccionário Kimbundu-Português (1994), indique que dans son pays, kalúlu est un terme botanique désignant une famille de plantes indigènes et précise qu'il s'agissait à l'origine d'un mot plat et non aigu.
Le nom se retrouve dans les Antilles anglaises avec différentes orthographes : calalloo, calaloo, kallaloo, dans les Antilles françaises et autres régions où le créole antillais est parlé[pas clair], il est appelé calalou ou kalalou. En Guyane française, il est connu sous le nom de calou. Selon Walker, le calalou est plus courant dans les Amériques portugaise, anglaise et franco-créole parce que l'origine de leurs esclaves est l'Afrique centrale (le Congo et l'Angola), tandis que les esclaves de l'Amérique espagnole venaient d'Afrique de l'Ouest (le royaume du Bénin, l'actuel Nigeria).

## Consommation

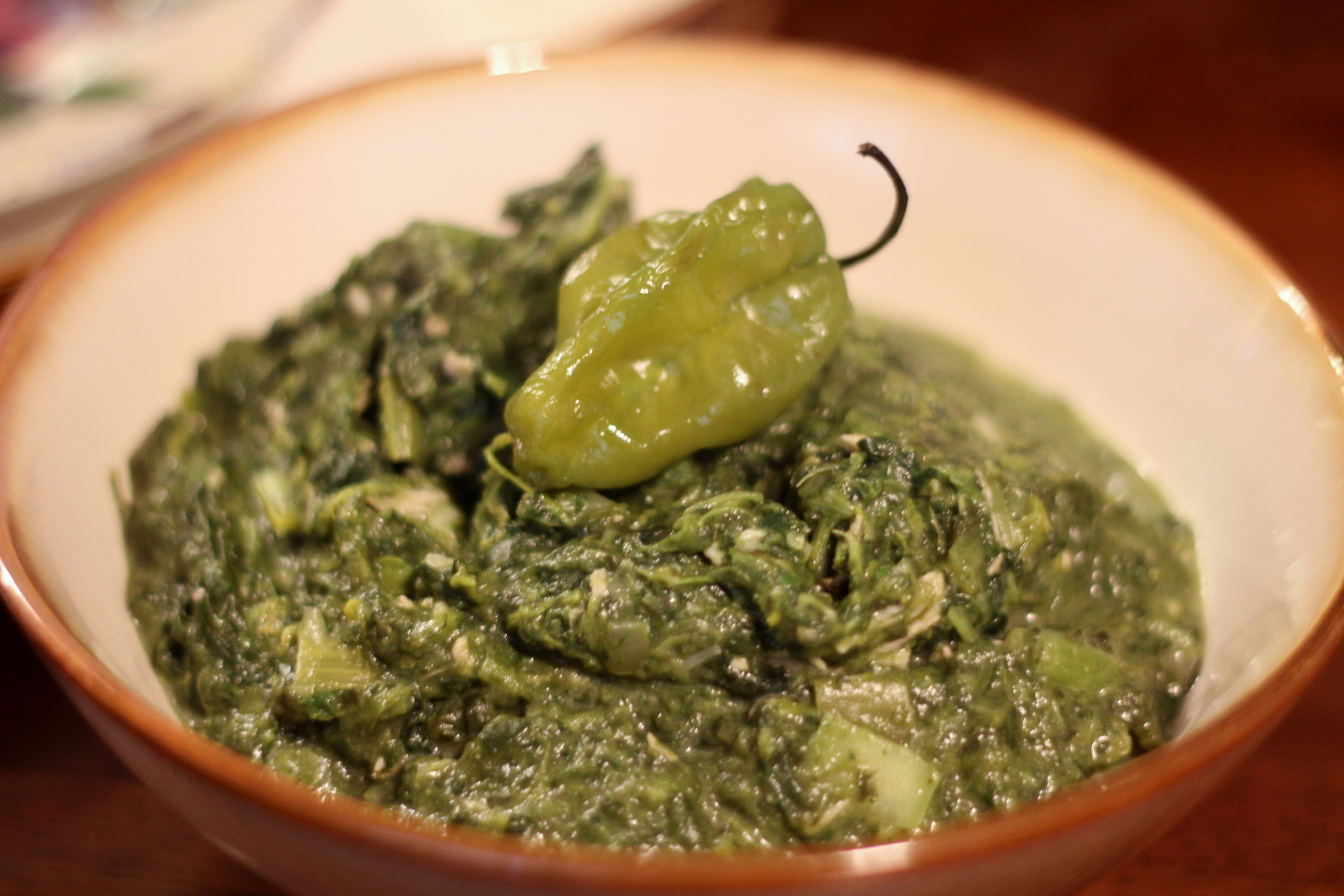
Calalú de Trinité.

### Afrique
Les feuilles occupent une place importante dans l'alimentation en Afrique de l'Ouest et en Afrique centrale. Les ragoûts de feuilles, comme le bambou guinéen ou le sigase ghanéen, sont souvent cuisinés avec de l'huile de palme, des tomates, des oignons et des piments forts. En Angola, le kalulu est un ragoût de gombo et d'autres légumes, de poisson frais ou séché, de champignons et d'huile de palme. C'était l'un des aliments typiques de l'ancien royaume de Ndongo où de nombreuses personnes ont été enlevées et réduites en esclavage (dans le cadre du commerce triangulaire atlantique).

### Costa Rica
Le calalú est typique de la cuisine limonaise, et ses feuilles proviennent de la plante Phytolacca icosandra. Une autre feuille similaire à l'épinard ou au calalú est le yocotó, qui est également récolté et cuit à l'étouffée. Au Nigeria, une plante comestible très similaire est connue sous le nom de sokoyokotó (Celosia argentea).

### Cuba
Dans les provinces de Ciego de Ávila, Cienfuegos, Villa Clara et Sancti Spíritus, le calalú est une soupe. Selon l'anthropologue cubain Fernando Ortiz, son origine remonte à l'introduction du peuple malinké d'Afrique. À Cuba, le calalú est un ragoût de malanga (Colocasia esculenta) et d'autres légumes, et dans les rituels santero, c'est un adimú (offrande) à Changó, le « roi des rois » des Orishas.

### Haïti
En Haïti, il s'agit d'une soupe typique appelée callalou-gonbo, dans laquelle les feuilles de calalou sont accompagnées de divers ingrédients : poulet, bœuf, champignons djondjon, crabes sirik ou bœuf salé. Il est consommé dans le cadre d'un rituel de deuil, c'est pourquoi on l'appelle aussi calalú de difuntos (le catalú du défunt). Un proverbe haïtien populaire dit « Yon sèl dwèt pa manje kalalou » (« le calalou ne se mange pas avec un seul doigt »), c'est-à-dire « nous devons travailler ensemble pour atteindre un objectif ».

### Jamaïque
En Jamaïque, le ragoût à base de calaloo, connu sous le nom de pepperpot, comprend des ignames et du bœuf. Le callaloo dit espagnol est cultivé par les Noirs dans les jardins et se réfère à Phytolacca octandra.

### Trinité-et-Tobago
Dans la cuisine de Trinité-et-Tobago, le callaloo est un classique. Il est consommé le dimanche et a été identifié comme le plat national de Trinité-et-Tobago. Il est servi avec du foufou.

### Venezuela
Dans la péninsule de Paria, le calalú est un ragoût de gombo, de feuilles d'ocumo (Xanthosoma) ou de belembe (Xanthosoma brasiliense), d'autres légumes comme le pourpier ou le chou, de lait de coco et de viande de chèvre ou de poulet. Selon le Diccionario de Cocina Venezolana, « il est d'influence afro-américaine évidente ». Il a été introduit depuis l'île voisine de Trinité,.